# آتیلا کوجا
آتیلا کوجا (انگلیسی: Atilla Koca؛ زادهٔ ۱۶ ژوئیهٔ ۱۹۸۰) بازیکن فوتبال اهل ترکیه است.
از باشگاه‌هایی که در آن بازی کرده‌است می‌توان به باشگاه فوتبال دیاربکرسپور، باشگاه ورزشی کایسری ارجیسپور، باشگاه فوتبال چای‌کار ریزه‌اسپور، باشگاه فوتبال کارتال‌اسپور، باشگاه فوتبال سیواس‌اسپور، باشگاه فوتبال آدانااسپور، باشگاه ورزشی ساکاریاسپور، باشگاه فوتبال فنرباغچه، و باشگاه فوتبال اسکی‌شهراسپور اشاره کرد.